# Reacție Mitsunobu
Reacția Mitsunobu este o reacție organică ce ajută la convertirea unei grupe hidroxil dintr-un alcool într-o varietate de grupe funcționale, precum ester, utilizând trifenilfosfină și un azodicarboxilat ca dietil-azodicarboxilat (DEAD) sau diizopropil-azodicarboxilat (DIAD). În timpul reacției, alcoolul suferă o inversie Walden a stereochimiei. Reacția a fost descoperită de Oyo Mitsunobu (1934–2003). Au fost publicate câteva recenzii ale reacției.